# M-Theory (album)
M-Theory è il terzo album in studio del rapper italiano Mistaman, pubblicato il 14 aprile 2014 dalla Unlimited Struggle.

## Descrizione
L'album presenta le collaborazioni con Mecna, Kiave, Johnny Marsiglia, Egreen, Frank Siciliano, Cali e Stokka & MadBuddy, tutti appartenenti alla famiglia Blue Struggle.

## Tracce
1. Centouno barre – 5:03
2. Si salvi chi può – 4:08
3. A100 – 3:32
4. L'Amore ai tempi del New Era – 4:03
5. Lascia stare (feat. Mecna) – 3:50
6. Più che rap – 3:41
7. Ti ammazzo (feat. Johnny Marsiglia & E-Green) – 2:42
8. Successo – 3:17
9. (x²+y²-1)³-x²y³=0 (feat. DJ Shocca) – 2:16
10. Tu no (feat. Frank Siciliano & Cali) – 3:04
11. Codice rosso (feat. Kiave) – 2:56
12. Con tutte le ragazze – 1:53
13. Se parlassi con te – 4:20
14. Il giorno che ci siamo svegliati (feat. Stokka & MadBuddy) – 3:49
15. ↑↑↓↓←→←→ B A Select Start – 3:44
16. IRR€V€R$IBIL€ – 1:43